# Masashi Ōguro
Masashi Ōguro (jap. 大黒将志 Ōguro Masashi; ur. 4 maja 1980 w Toyonaka, w prefekturze Osaka) – japoński piłkarz, reprezentant kraju.
Od 2018 gra w Tochigi SC. Wcześniej grał m.in. w Tokyo Verdy, do którego przyszedł z włoskiego klubu Torino FC. Wcześniej grał w zespołach J-League – Gamba Osaka i Consadole Sapporo oraz we francuskim Grenoble Foot 38.